# Carlos Feraud Blum
Carlos Feraud Blum (Guayaquil, 12 de julio de 1923 - Ibídem, 30 de noviembre de 1987) fue un abogado y político ecuatoriano.

## Biografía
Nació en Guayaquil, el 12 de julio de 1923. Realizó sus estudios secundarios en el Colegio Vicente Rocafuerte y los superiores en la Universidad de Guayaquil, donde obtuvo el título de abogado y posteriormente trabajó como docente.
En abril de 1959 fue nombrado profesor de Derecho Financiero de la Facultad de Jurisprudencia de la Universidad de Guayaquil y en noviembre profesor de Técnica Legal en la Facultad de Ciencias Matemáticas y Físicas. Siendo posteriormente, en 1968, sub decano y luego decano, hasta 1970, de la Facultad de Jurisprudencia de la anotada institución universitaria.
En noviembre de 1972 se desempeñó como profesor de Procedimiento Civil en la Universidad Católica de Santiago de Guayaquil.
Ocupó el puesto de Ministro de Trabajo y Recursos Humanos de 1979 a 1980, durante el gobierno de Jaime Roldós Aguilera. En 1980 fue nombrado Ministro de Gobierno. Durante su tiempo en el cargo tuvo que hacer frente a la huelga policial del 5 de enero de 1981 en que tropas de Quito y Guayaquil se sublevaron por atrasos en el pago de sus sueldos. Los policías sublevados pidieron la remoción de Feraud y tuvieron enfrentamientos con sus oficiales, que incluyeron la agresión a un mayor de policía con una bomba lacrimógena. Sin embargo, Feraud se reunió con los sublevados y logró alcanzar un acuerdo para la noche del mismo día.
En septiembre de 1981 fue enjuiciado por el diputado León Febres-Cordero Ribadeneyra por un supuesto sobreprecio en la compra de juguetes a la policía en el caso que pasó a ser conocido como "muñecas de trapo". El monto total de la compra ascendía a 6.7 millones de sucres. El juicio permitió a Febres-Cordero su salto a la palestra pública, que más tarde le abriría el camino a la presidencia de la república, y provocó la renuncia de Feraud.
En las elecciones legislativas de 1984 fue elegido diputado nacional por el Partido Demócrata para el periodo de 1984 a 1988. Una vez instalado el Congreso fue elegido vicepresidente del mismo gracias a la alianza entre los partidos Social Cristiano, Concentración de Fuerzas Populares y Frente Radical Alfarista.

## Fallecimiento
Falleció el 30 de noviembre de 1987 en Guayaquil por complicaciones causadas por cáncer de tiroides.